# Yves Mpunga
Pour les articles homonymes, voir Mpunga.
 (juin 2021).
La mise en forme du texte ne suit pas les recommandations de Wikipédia : il faut le « wikifier ».
Les points d'amélioration suivants sont les cas les plus fréquents. Le détail des points à revoir est peut-être précisé sur la page de discussion.
- Les titres sont pré-formatés par le logiciel. Ils ne sont ni en capitales, ni en gras.
- Le texte ne doit pas être écrit en capitales (les noms de famille non plus), ni en gras, ni en italique, ni en « petit »…
- Le gras n'est utilisé que pour surligner le titre de l'article dans l'introduction, une seule fois.
- L'italique est rarement utilisé : mots en langue étrangère, titres d'œuvres, noms de bateaux, etc.
- Les citations ne sont pas en italique mais en corps de texte normal. Elles sont entourées par des guillemets français : « et ».
- Les listes à puces sont à éviter, des paragraphes rédigés étant largement préférés. Les tableaux sont à réserver à la présentation de données structurées (résultats, etc.).
- Les appels de note de bas de page (petits chiffres en exposant, introduits par l'outil «  Source ») sont à placer entre la fin de phrase et le point final[comme ça].
- Les liens internes (vers d'autres articles de Wikipédia) sont à choisir avec parcimonie. Créez des liens vers des articles approfondissant le sujet. Les termes génériques sans rapport avec le sujet sont à éviter, ainsi que les répétitions de liens vers un même terme.
- Les liens externes sont à placer uniquement dans une section « Liens externes », à la fin de l'article. Ces liens sont à choisir avec parcimonie suivant les règles définies. Si un lien sert de source à l'article, son insertion dans le texte est à faire par les notes de bas de page.
- La présentation des références doit suivre les conventions bibliographiques. Il est recommandé d'utiliser les modèles {{Ouvrage}}, {{Chapitre}}, {{Article}}, {{Lien web}} et/ou {{Bibliographie}}. Le mode d'édition visuel peut mettre en forme automatiquement les références.
- Insérer une infobox (cadre d'informations à droite) n'est pas obligatoire pour parachever la mise en page.

Pour une aide détaillée, merci de consulter Aide:Wikification.
Si vous pensez que ces points ont été résolus, vous pouvez retirer ce bandeau et améliorer la mise en forme d'un autre article.
Yves Mpunga, né le 11 septembre 1972, est une personnalité politique congolaise. Économiste, administrateur et informaticien, Yves Mpunga a participé à la mise en œuvre de plusieurs plans de développement dans différents pays. Il est l'initiateur du projet global de développement de la République Démocratique du Congo. Il a été candidat aux élections présidentielles en République démocratique du Congo en 2018.

## Biographie

### Petite enfance et éducation
Il a obtenu son graduat en économie et sa licence en administration des affaires à l'Université protestante du Congo (UPC) , dans les années 2000. Alors qu'il luttait pour trouver du travail, l'homme a été contraint de quitter la résidence de son grand-père et s'est retrouvé à la rue sans emploi ni logement. Cela a motivé sa lutte pour le développement et le changement de son pays la RDC pour aider les jeunes à ne pas suivre le trajet pénible de sa vie.
Il a immigré en Angola où il a obtenu son premier travail et a contribué dans le développement de ce grand pays.
Il a obtenu son baccalauréat et sa maîtrise en technologies de l'information (TI), avec une spécialisation en sécurité de l'information de l'American InterContinental University et en tant que développeur de logiciels commerciaux en Angola.

### Campagne présidentielle
Yves Mpunga, candidat à l'élection présidentielle du 23 décembre 2018, a annoncé mardi 4 décembre 2018 le lancement de sa campagne électorale en ligne. Il fait partie des vingt candidats qui ont déposé leur dossier de candidature à la Commission électorale nationale indépendante. Yves Mpunga à la tête de sa propre formation politique intitulée « Lutte pour un Congo moderne » et de sa plate-forme électorale « Première Force Politique »,,,,.
Dans son programme électoral présenté, il a annoncé un budget de 400 milliards USD sur cinq ans et un salaire de 300 USD pour le SMIC,,.
« Je viens pour le développement. Je propose un budget de 405 milliards de dollars américains en 5 ans », annonce Yves Mpunga, candidat à la présidence de la République,. Expert en Technologies de l'Information et Sécurité Internet, Yves Mpunga évoque la possibilité de créer 350 000 emplois pour les informaticiens congolais et de contrôler l'exécution du budget de l'État dans les domaines de la Sécurité, de la Santé, de l'Éducation, du Social et de l'Administration proprement dite de l'État,,. Il a l'intention de construire 20 000 km de voies ferrées en cinq ans. Il a dit, avant d'ajouter que « le chemin de fer ne va pas seul. Il passe avec l'électricité, Internet et la fibre optique ».
Yves Mpunga a déclaré qu'en raison du manque d'infrastructure informatique et de contrôle centralisé, la R&D. Le Congo perd 100 milliards de dollars US par an,. Pour cela, l'élection présidentielle du 23 décembre entend mettre en place « une carte d'identité biométrique pour passer à l'économie numérique et contrôler les Congolais et faire un recensement pour toute la population »,,. Son projet ambitieux intitulé « La modernisation et le développement de la RDC » repose sur le progrès social, économique et culturel,.
Lors des élections présidentielles en 2018, le candidat présidentiel, Yves Mpunga, avait proposé la mise en réseau des machines à voter à la Commission électorale nationale indépendante (CENI), au gouvernement et à la classe politique. Dans une déclaration faite à la presse mercredi 11 juillet 2018 à Kinshasa, il estime que cette technique permettrait d'obtenir une transparence dans le processus de transmission des données en temps réel, ce qui coûterait 20 millions USD,,,.
Yves Mpunga affirme également être victime de fils de fer quelques jours avant la campagne électorale.
Yves Mpunga est en train de terminer son doctorat en Sciences et Technologies Web à l’université UTAD (Trás-os-Montes e Alto Douro) au Portugal.

## Publications
Yves Mpunga est l'auteur de 2 livres,
1. Concept de Développement en Triangle (CDT) [4],[2],[20],[15]
2. Plan Directeur de l'Information de la République [2],[20],[15]